# Lu Jiaxi
Lu Jiaxi (chinês simplificado: 卢嘉锡; nascido em 26 de outubro de 1915 — 4 de junho de 2001), ou Chia-Si Lu, foi um físico chinês.

## Biografia
Em 26 de outubro de 1915, Lu Jiaxi nasceu em uma família de acadêmicos em Xiamen (Amoy), Fujian, China. Como criança prodígio, ele termina o ensino fundamental em um ano e o ensino médio em um ano e meio. Antes dos 13 anos, ele passou no exame de admissão para uma aula preparatória na Universidade de Xiamen. Ele recebeu a bolsa Tan Kah Kee por quatro anos e se formou em química na Universidade de Xiamen em 1934. Por três anos ele ensinou na universidade.
Em 1937, Lu foi aprovado em um concurso e recebeu uma bolsa nacional de pós-graduação para ingressar na University College London. Ele estudou lá com Samuel Sugden e obteve o doutorado aos 24 anos. Recomendado por Samuel Sugden, ele foi admitido no Instituto de Tecnologia da Califórnia em 1939 e estudou química estrutural. Um de seus professores é Linus Pauling, futuro Prêmio Nobel. Em 1944, ele trabalhou no Laboratório de Pesquisa de Maryland do Comitê de Pesquisa de Defesa Nacional dos Estados Unidos (NDRC).
Após o fim da Segunda Guerra Mundial, Lu recusou inúmeras oportunidades de emprego nos Estados Unidos e voltou para a China devastada pela guerra no inverno de 1945. Ele foi nomeado professor e reitor do Departamento de Química da Universidade de Xiamen.
Lu Jiaxi morreu em 4 de junho de 2001. Em 6 de abril de 2002, sua estátua de bronze foi erguida em frente ao departamento de química da Universidade de Xiamen.

## Pesquisa e homenagens
A pesquisa de Lu Jiaxi está nas áreas de química física, estrutural, nuclear e de materiais. Ele fornece um modelo estrutural do centro da nitrogenase, uma enzima chave usada na fixação biológica de nitrogênio, e estuda a relação entre a estrutura química e o desempenho. Seu trabalho é reconhecido internacionalmente, e ele foi eleito membro da Academia Europeia de Ciências e Artes e das Academias Reais de Ciências e Artes da Bélgica.